# Korg 70000 B.C.
Korg 70000 B.C. (en inglés: Korg: 70,000 B.C.) es una serie de televisión estadounidense de la productora Hanna-Barbera. Fue presentada en la cadena ABC entre el 7 de septiembre de 1974 y el 31 de agosto de 1975. Se produjeron veinticuatro episodios, protagonizados por Jim Malinda (Korg), Bill Ewing (Bok), Naomi Pollack (Mara), Christopher Man (Tane), Charles Morted (Tor), Janelle Pransky (Ree) y dirigidos por Irving J. Moore y Christian I. Nyby II.
La serie, cuyos episodios tuvieron una duración de entre veinticuatro y veinticinco minutos cada uno, se centró en el neandertal Korg, su pareja Mara, sus hijos Bok, Tane, Tor y Ree y su pelea por la supervivencia en la Europa prehistórica. Investigadores del Museo Americano de Historia Natural y del Museo de Historia Natural del Condado de Los Ángeles asesoraron la producción. La serie contó con la narración de Burgess Meredith y a partir de ella se creó una serie de historietas y un juego de mesa. George Woolery indicó que el programa «era una bagatela repleta de temas educacionales y científicos, con pocos elementos de entretenimiento. Fue un fracaso colosal en audiencia».
Se presentó los sábados por la mañana desde su estreno hasta el 25 de enero de 1975 y desde ese momento en adelante los domingos. Por otra parte, fue el primer programa completamente de imagen real de William Hanna y Joseph Barbera y se filmaban dos capítulos por semana en zonas alrededor del sur de California.